# Milagros Sequera
Milagros Sequera (San Felipe, 30 settembre 1980) è un'ex tennista venezuelana.

## Biografia
Nel 2004 partecipò al DFS Classic 2004 - Singolare, mentre arrivò in finale al doppio in coppia con Lisa McShea dove perse contro Marija Kirilenko e Marija Šarapova. Vinse il doppio all'Internationaux de Strasbourg esibendosi sempre con la McShea battendo in finale la coppia slovena formata da Tina Križan e Katarina Srebotnik con il punteggio di 6-4, 6-1.
Nel ranking raggiunse la 48ª posizione il 9 luglio del 2007.
Vinse il Grand Prix SAR La Princesse Lalla Meryem 2007 - Singolare vincendo in finale Aleksandra Wozniak con il punteggio 6-1, 6-3. Giunse al terzo turno del torneo di Wimbledon 2007 - Singolare femminile, dove venne sconfitta da Serena Williams. L'anno successivo partecipò alle olimpiadi di Pechino 2008.
Sequera si è ritirata dal tennis professionistico nel 2009.

## Vita personale
Vive attualmente negli Stati Uniti d'America, precisamente a San Diego, insieme al marito e collega australiano Stephen Huss, che ha sposato al Dandenong Ranges, vicino Melbourne, in Australia, il 29 dicembre 2009.

## Curiosità
Milagros Sequera è nata il 30 settembre 1980 come Martina Hingis. Ha anche partecipato nelle competizioni a squadre per il tennis club tedesco TC RW Dinslaken per diversi anni durante gli anni '90.

## Statistiche

### Singolare

#### Vittorie (1)
| Legenda               |
| --------------------- |
| Grande Slam (0)       |
| Ori Olimpici (0)      |
| WTA Championships (0) |
| Tier I (0)            |
| Tier II (0)           |
| Tier III (0)          |
| Tier IV (1)           |
| Tier V (0)            |

| N. | Data           | Torneo                                        | Superficie  | Avversaria in finale | Punteggio |
| 1. | 21 maggio 2007 | Grand Prix SAR La Princesse Lalla Meryem, Fès | Terra rossa | Aleksandra Wozniak   | 6-1, 6-3  |

#### Sconfitte (1)
| Legenda               |
| --------------------- |
| Grande Slam (0)       |
| Argenti Olimpici (0)  |
| WTA Championships (0) |
| Tier I (0)            |
| Tier II (0)           |
| Tier III (1)          |
| Tier IV (0)           |
| Tier V (0)            |

| N. | Data            | Torneo                 | Superficie    | Avversaria in finale | Punteggio |
| 1. | 2 novembre 2003 | Bell Challenge, Québec | Sintetico (i) | Marija Šarapova      | 2-6, rit. |

### Doppio

#### Vittorie (3)
| Legenda               |
| --------------------- |
| Grande Slam (0)       |
| Ori Olimpici (0)      |
| WTA Championships (0) |
| Tier I (0)            |
| Tier II (0)           |
| Tier III (3)          |
| Tier IV (0)           |
| Tier V (0)            |

| N. | Anno           | Torneo                                   | Superficie  | Compagna    | Avversarie in finale                | Punteggio        |
| 1. | 7 marzo 2004   | Abierto Mexicano de Tenis, Acapulco      | Terra rossa | Lisa McShea | Olga Blahotová Gabriela Navrátilová | 2-6, 7-6(5), 6-4 |
| 2. | 22 maggio 2004 | Internationaux de Strasbourg, Strasburgo | Terra rossa | Lisa McShea | Tina Križan Katarina Srebotnik      | 6-4, 6-1         |
| 3. | 19 giugno 2004 | Ordina Open, 's-Hertogenbosch            | Erba        | Lisa McShea | Jelena Kostanić Claudine Schaul     | 7-6(3), 6-3      |

#### Sconfitte (1)
| Legenda               |
| --------------------- |
| Grande Slam (0)       |
| Argenti Olimpici (0)  |
| WTA Championships (0) |
| Tier I (0)            |
| Tier II (0)           |
| Tier III (1)          |
| Tier IV (0)           |
| Tier V (0)            |

| N. | Anno           | Torneo                  | Superficie | Compagna    | Avversarie in finale             | Punteggio |
| 1. | 13 giugno 2004 | DFS Classic, Birmingham | Erba       | Lisa McShea | Marija Kirilenko Marija Šarapova | 2-6, 1-6  |

## Risultati in progressione
| Sigla | Risultato               |
| ----- | ----------------------- |
| V     | Vincitore               |
| F     | Finalista               |
| SF    | Semifinalista           |
| O     | Oro olimpico            |
| A     | Argento olimpico        |
| SF    | Bronzo olimpico         |
| QF    | Quarti di Finale        |
| 4T    | Quarto turno            |
| 3T    | Terzo turno             |
| 2T    | Secondo turno           |
| 1T    | Primo turno             |
| RR    | Round Robin             |
| LQ    | Turno di qualificazione |
| A     | Assente                 |
| ND    | Non disputato           |

| Legenda superfici    |
| -------------------- |
| Cemento              |
| Terra battuta        |
| Erba                 |
| Superficie variabile |

### Singolare nei tornei del Grande Slam
| Torneo          | 2002 | 2003 | 2004 | 2005 | 2006 | 2007 | 2008 | 2009 |
| --------------- | ---- | ---- | ---- | ---- | ---- | ---- | ---- | ---- |
| Australian Open | A    | A    | 1T   | A    | A    | 2T   | A    | A    |
| Open di Francia | 1T   | A    | 1T   | A    | A    | 2T   | 2T   | A    |
| Wimbledon       | A    | 1T   | 2T   | 1T   | A    | 3T   | 1T   | A    |
| US Open         | A    | 2T   | 1T   | A    | 2T   | A    | A    | A    |

### Doppio nei tornei del Grande Slam
| Torneo          | 2002 | 2003 | 2004 | 2005 | 2006 | 2007 | 2008 | 2009 |
| --------------- | ---- | ---- | ---- | ---- | ---- | ---- | ---- | ---- |
| Australian Open | A    | 2T   | 2T   | 3T   | 1T   | 1T   | A    | A    |
| Open di Francia | A    | 2T   | 2T   | 1T   | A    | 1T   | A    | A    |
| Wimbledon       | 1T   | 3T   | 1T   | 3T   | A    | 1T   | A    | A    |
| US Open         | A    | 1T   | 2T   | 1T   | 1T   | A    | A    | A    |

### Doppio misto nei tornei del Grande Slam
| Torneo          | 2002 | 2003 | 2004 | 2005 | 2006 | 2007 | 2008 | 2009 |
| --------------- | ---- | ---- | ---- | ---- | ---- | ---- | ---- | ---- |
| Australian Open | A    | A    | A    | 1T   | A    | A    | A    | A    |
| Open di Francia | A    | A    | A    | A    | A    | A    | A    | A    |
| Wimbledon       | A    | SF   | 2T   | A    | A    | A    | A    | A    |
| US Open         | A    | A    | A    | A    | A    | A    | A    | A    |